# Gournay-en-Bray
Gournay-en-Bray település Franciaországban, Seine-Maritime megyében. Lakosainak száma 5834 fő (2022. január 1.). Gournay-en-Bray Saint-Germer-de-Fly, Saint-Pierre-es-Champs, Saint-Quentin-des-Prés, Avesnes-en-Bray, Cuy-Saint-Fiacre, Elbeuf-en-Bray, Ernemont-la-Villette és Ferrières-en-Bray községekkel határos.

## Népesség
A település népességének változása:
| Lakosok száma | 6390 | 6294 | 6313 | 6072 | 6051 | 6041 | 6027 | 5944 | 5834 |
|               | 2013 | 2015 | 2016 | 2017 | 2018 | 2019 | 2020 | 2021 | 2022 |